# Chansonnier (manuscrit ou imprimé)
Pour les articles homonymes, voir chansonnier.

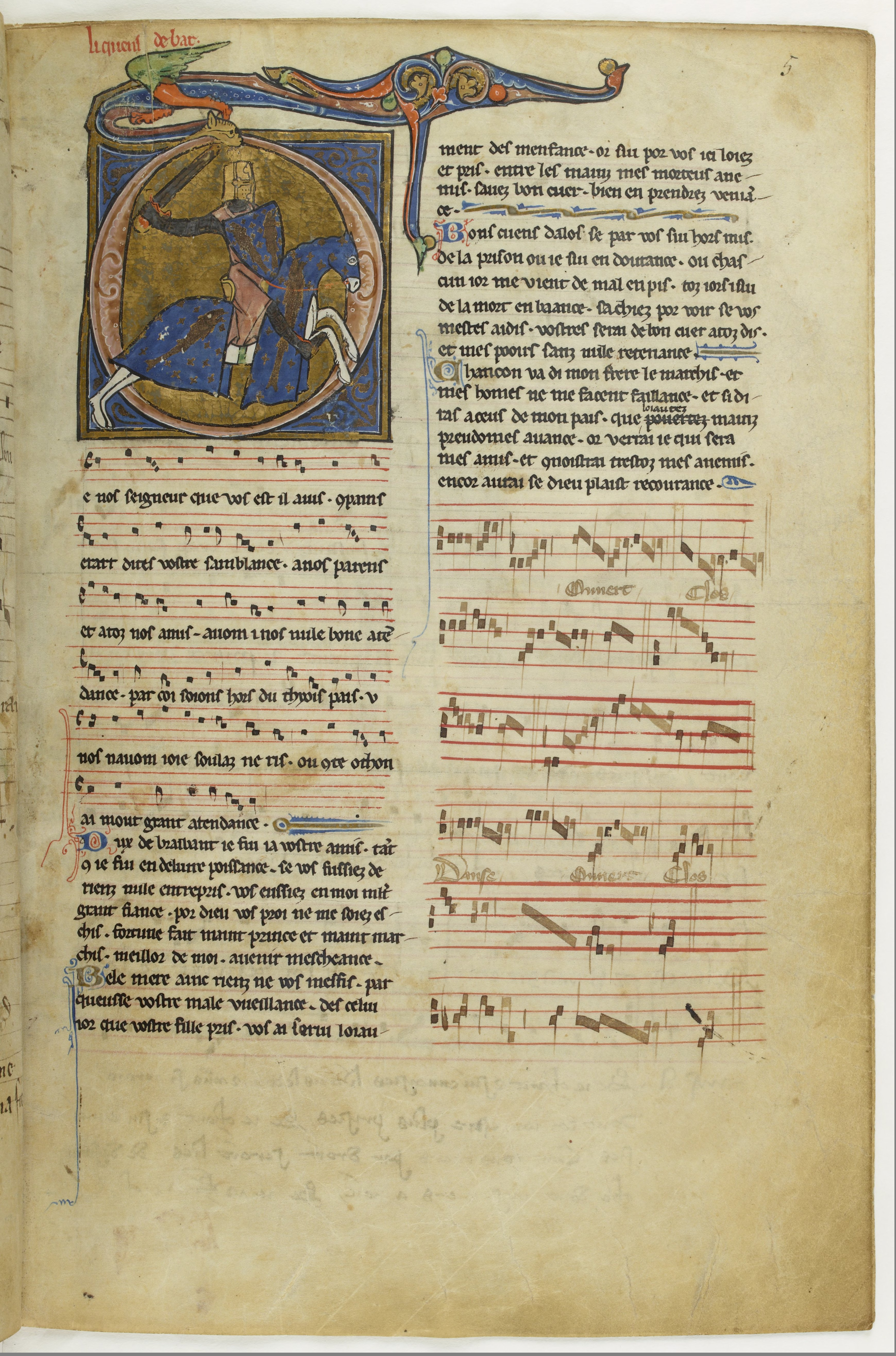
Page du Manuscrit du Roi conservé à la BnF.

Un chansonnier est un recueil de chansons manuscrit ou imprimé.

## Histoire
À l'origine, un chansonnier est un recueil manuscrit, regroupant des chansons et autres pièces lyriques profanes. Dans les diverses langues latines, il est désigné sous le nom de  cançoner en catalan, cançonièr en occitan, cancioneiro en portugais, canzoniere ou canzoniéro en italien, et cancionero en espagnol. À partir du XIIIe siècle ces chansonniers comprennent des chansons de troubadours et de trouvères, l'un des plus importants est le Manuscrit du Roi, datant du XIIIe siècle, qui contient plus de six cents textes.
On trouve de telles anthologies manuscrites de chansons jusqu'au XVe siècle. À la différence des codex, qui contiennent des anthologies de pièces liturgiques, le chansonnier regroupe principalement de la musique profane.
Par la suite, des chansonniers manuscrits continuent à être utilisés, ainsi que des chansonniers imprimés. Voir, par exemple : le Cancionero d'Uppsala, publié en 1556 à Venise, ou La Musette du Hameau, chansonnier de la Société lyrique des Bergers de Syracuse, publié à Paris en 1825.